# Sân bay quốc tế Lombok
Sân bay quốc tế Lombok (tiếng Indonesia: Bandar Udara Internasional Lombok) (IATA: LOP, ICAO: WADL) là một sân bay mới trên đảo Lombok ở Indonesia. Đây là sân bay duy nhất của hòn đảo hoạt động đầy đủ.
Việc hoàn thành các dự án cơ sở hạ tầng sân bay và bổ sung cần thiết như một tuyến đường cao tốc kết nối với các thành phố Mataram trì hoãn lễ khánh thành của sân bay mới này tới vài lần. Vào cuối năm 2010 sân bay vẫn chưa được cấp giấy chứng nhận hoạt động và những căng thẳng tồn tại với chủ đất địa phương. Vào đầu tháng 1 năm 2011 dự án được cho là chịu phát sinh thêm 12 triệu USD kinh phí cần thiết để hoàn thành dự án.

## Tuyến bay
| Hãng hàng không   | Các điểm đến                                                                                       |
| ----------------- | -------------------------------------------------------------------------------------------------- |
| Batik Air         | Jakarta–Halim Perdanakusuma                                                                        |
| Citilink          | Jakarta–Halim Perdanakusuma, Surabaya                                                              |
| Garuda Indonesia  | Denpasar/Bali, Jakarta–Soekarno–Hatta, Surabaya                                                    |
| Indonesia AirAsia | Denpasar/Bali, Jakarta–Soekarno–Hatta, Kuala Lumpur–International, Perth, Yogyakarta–International |
| Lion Air          | Denpasar/Bali, Jakarta–Soekarno–Hatta, Kertajati, Makassar, Surabaya, Yogyakarta-Adisucipto        |
| SilkAir           | Singapore                                                                                          |
| Wings Air         | Bima, Denpasar/Bali, Labuan Bajo, Sumbawa Besar                                                    |